# Saint-Laurent-Nouan
Saint-Laurent-Nouan är en kommun i departementet Loir-et-Cher i regionen Centre-Val de Loire i de centrala delarna av Frankrike. Kommunen ligger i kantonen Bracieux som tillhör arrondissementet Blois. År 2022 hade Saint-Laurent-Nouan 4 249 invånare.

## Befolkningsutveckling
Antalet invånare i kommunen Saint-Laurent-Nouan
| Referens: INSEE |